# Gouwzee
De Gouwzee is het water tussen het vasteland van Waterland en Marken, een voormalig eiland, thans schiereiland, dat sinds 1957 door middel van een dam met het vasteland is verbonden.
Naast Marken liggen de stad Monnickendam (het schiereiland Hemmeland), het dorp Volendam  en de Bukdijk aan de Gouwzee.
De Gouwzee wordt gekenmerkt door ondiep en helder water. Ze is onderdeel van het natuurgebied het Markermeer. Op de Gouwzee gelden daarom natuurbeschermingswetten zoals de Vogel- en Habitatrichtlijn. In de nazomer verzamelen grote aantallen krooneenden zich in de Gouwzee om zich voor te bereiden voor de najaarstrek.
Het water is populair bij waterrecreanten, zoals zeilers en surfers.